# Строматеевидные
Строматеевидные:595 (лат. Stromateoidei) — подотряд лучепёрых рыб из отряда скумбриеобразных (Scombriformes). Многие представители подотряда живут в симбиотических связях с медузами. Медузы дают этим рыбкам приют, сами медузы от этих отношений, видимо, не получают пользы. Рыбы не имеют специальных механизмов защиты от жалящих щупалец медуз, они полагаются только на свою ловкость. Если же рыба случайно попадётся в щупальца, то медуза поедает её.

## Список семейств
Систематика и русские названия таксонов даны по книге Джорджа С. Нельсона «Рыбы мировой фауны» (4-е изд., 2009), вышедшей в русском переводе с некоторыми изменениями и значительными дополнениями к оригинальному изданию на английском языке (Nelson J. S. Fishes of the World. 4th edition. 2006).
В состав подотряда включают 6 семейств, 16 родов и 73 вида:
- Amarsipidae — Амарсиповые
- Ariommatidae — Ариомматовые, или ариоммовые
- Centrolophidae — Центролофовые
- Nomeidae — Номеевые
- Stromateidae — Строматеевые
- Tetragonuridae — Алетовые, или кубохвостовые